# Joseph-Pierre-Albert Wittebols

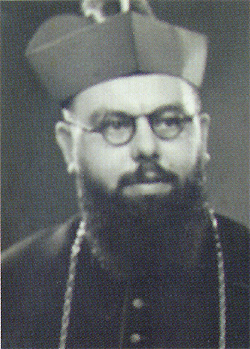
Joseph-Pierre-Albert Wittebols

Joseph-Pierre-Albert Wittebols SCI (* 12. April 1912 in Etterbeek; † 26. November 1964 in Wamba) war ein belgischer Geistlicher und Bischof von Wamba.

## Leben
Er wurde am 11. Juli 1937 zum Priester geweiht. Der Papst ernannte ihn am 10. März 1949 zum Titularbischof von Callipolis und zum Apostolischen Vikar von Wamba. Der Erzbischof von Mechelen, Jozef-Ernest Kardinal van Roey, spendete ihm am 16. Juni desselben Jahres die Bischofsweihe; Mitkonsekratoren waren Willem Petrus Bartholomaeus Cobben, Apostolischer Vikar von Finnland, und Franz Wolfgang Demont SCI, emeritierter Apostolischer Vikar von Aliwal.
Am 10. November 1959 ernannte ihn Johannes XXIII. zum Bischof von Wamba. Er nahm an den ersten beiden Sitzungen des Zweiten Vatikanischen Konzils teil. Er wurde am 26. November 1964 in Wamba von den Simba-Rebellen umgebracht.